# Pourriture aqueuse
La pourriture aqueuse est une maladie fongique qui affecte la pomme de terre, et particulièrement les tubercules en période de conservation. Cette maladie, qui peut se confondre par ses symptômes avec des pourritures bactériennes, est causée par diverses espèces de champignons telluriques de la classe des oomycètes appartenant au genre Pythium, particulièrement l'espèce Pythium ultimum. Ces champignons n'infectent que les plantes blessées, particulièrement les tubercules. Ils peuvent atteindre ces derniers aussi bien pendant la période de croissance au champ, notamment lorsque le climat est très chaud, qu'après la récolte en période de stockage. Les tubercules pourris dégagent une odeur caractéristique, avec un léger relent de hareng.